# Kuźnicka Jama
Kuźnicka Jama est l’une des rares profondeurs dans le bassin de la baie de Puck.
La profondeur de Kuźnicka Jama est utilisée comme approche aquatique naturelle du port de pêche de Kuźnica. Dans son endroit le plus profond, elle atteint une profondeur de 9,4 m. Kuźnicka Jama était un afflux naturel d’eaux de la mer Baltique ouverte dans la baie de Puck. Le littoral de la péninsule de Hel n’était pas encore façonné à cette époque et était une série de petites îles et de prairies. La profondeur a acquis son caractère actuel au début de la période sub-atlantique (environ 600 av. J.-C.) après la coupure finale de la haute mer.
En 1978, la société de pêche Szkuner de Władysławowo a entrepris l’élevage expérimental de truites arc-en-ciel en aquaculture dans la fosse. Ces tentatives ont ensuite été abandonnées.